# Deutscher Boccia-, Boule- und Pétanque-Verband
Der Deutsche Boccia-, Boule- und Pétanque Verband e. V. (DBBPV) ist der deutsche Dachverband der Kugelsportarten und gehört zur Confédération Mondiale des Sports de Boules (CMSB).
Der Dachverband ist Mitglied im Deutschen Olympischen Sportbund (DOSB) und dort auch in der Interessengemeinschaft der Nicht-Olympischen Verbände (IG NOV). Er ist vom Bundesministerium des Innern als förderungswürdig anerkannt.
Die Förderungswürdigkeit wurde durch das gute Abschneiden der Kugelsportart Pétanque bei den World Games 2005 in Duisburg erreicht. Im Mai 2005 wurden auf einer Mitgliederversammlung Satzungsänderungen sowie eine engere Zusammenarbeit beschlossen. Die Aktivitäten laufen hauptsächlich in den zwei Mitgliedsverbänden.
Der Verband hat heute die Sektionen Pétanque und Boccia und versteht sich als Vertretung im DOSB für alle Kugelwurfsportarten mit Zielkugel. Weitere Sektionen wie Jeu Provençal oder Bowls können bei Bedarf aufgenommen werden.

## Mitgliedsverbände
- Boccia Bund Deutschland (BBD)
- Deutscher Pétanque-Verband (DPV)

### Deutscher Pétanque-Verband (DPV)
Der Deutsche Pétanque-Verband (DPV) ist mit ca. 24.352 Aktiven (Stand Januar 2023) größter Mitgliedsverband des DBBPV. Gegründet wurde der DPV am 1. Dezember 1984 in Groß-Gerau.
Der DPV ist „der Spitzenverband des Pétanquesports für die ihm angeschlossenen Landesverbände (dazu siehe weiter unten) auf dem Gebiet der Bundesrepublik Deutschland. Der DPV ist der „Fédération Internationale de Pétanque et Jeu Provençal“ (FIPJP), der „Confédération Européenne de Pétanque“ (CEP) und dem Deutschen Boccia-, Boule- und Pétanque-Verband (DBBPV) als ordentliches Mitglied angeschlossen.“

#### Terminkalender der DPV-Veranstaltungen
Der DPV veranstaltet die Deutschen Pétanque-Meisterschaften und die Deutsche Pétanque-Bundesliga.
- Länderpokal (9. Wochenende)
- Erster Bundesligaspieltag Regional (16. Wochenende, Samstag)
- Jugendländermasters (17. Wochenende)
- DM Doublette (20. Wochenende)
- Zweiter Bundesligaspieltag Regional (21. Wochenende, Samstag)
- DM Triplette (24. Wochenende)
- DM Doublette-Mixte (29. Wochenende)
- DM Tête-à-tête / Präzisionsschießen (34. Wochenende)
- Dritter und vierter Bundesligaspieltag Gesamt (35. Wochenende)
- DM Jugend (37. Wochenende)
- DM Triplette 55+ (37. Wochenende)
- DM Frauen (38. Wochenende)
- D.P.B. Qualifikationsrunde (43. Wochenende)

#### Landesverbände
Der Verband hat folgende Landesverbände:
- Boule, Boccia und Pétanque Verband Baden-Württemberg
- Bayerischer Pétanque Verband
- Landes-Pétanque-Verband Berlin
- Hessischer Pétanque Verband
- Niedersächsischer Pétanque Verband (mit Bremen)
- Pétanque Verband Nord (Hamburg, Schleswig-Holstein, Mecklenburg-Vorpommern)
- Boule- und Pétanqueverband Nordrhein-Westfalen
- Pétanque Verband Rheinland-Pfalz
- Saarländischer Boule-Verband
- Pétanqueverband Ost (Sachsen, Sachsen-Anhalt, Thüringen)

### Boccia Bund Deutschland (BBD)
Gegründet wurde der Boccia Bund Deutschland e. V. im Jahr 1985. Derzeit gehören ihm 13 Vereine aus dem süddeutschen Raum an.